# Amenemope (Hohepriester der Mut)
Amenemope (oder auch Amenemipet) war unter Ramses III. der Dritte Prophet des Amun und stieg im 27. Regierungsjahr in Anwesenheit des Kronprinzen Ramses IV. zum „Hohepriester der Mut“ auf. Er war der Schwiegersohn des Hohepriesters Ramsesnacht und wird an einer Stelle in Karnak erwähnt. Ansonsten ist er nur durch sein Grab TT148 in Dra Abu el-Naga bezeugt. Er blieb spätestens bis zur Zeit von Ramses V. in seinem Amt.